# مريم خاشفاني
مريم خاشفاني (بالجورجية : მარიამ ხაჭვანი ؛ ولد 1 مايو 1986) هي مخرجة وكاتبة سيناريو جورجية جديدة . أخرجت فيلم واحد طويل وواحد قصير حتى الآن وكانا يتميزان بشاعرية كبيرة . قال ميهو موسوليشفيلي عن فيلمها القصير دينولا : فيلم «دينولا» لمريم خاشفاني هو تصوير سينمائي أسطوري. قصة شعرية صارمة وقاسية من جبال القوقاز.

## وصلات خارجية
- مريم خاشفاني على موقع IMDb (الإنجليزية)
- مريم خاشفاني على موقع ألو سيني (الفرنسية)
- مريم خاشفاني على موقع كينوبويسك (الروسية)